# Talang Baru (Muara Pinang)
Talang Baru is een bestuurslaag in het regentschap Empat Lawang van de provincie Zuid-Sumatra, Indonesië. Talang Baru telt 1876 inwoners (volkstelling 2010).